# Carl Christoph von Hoffmann

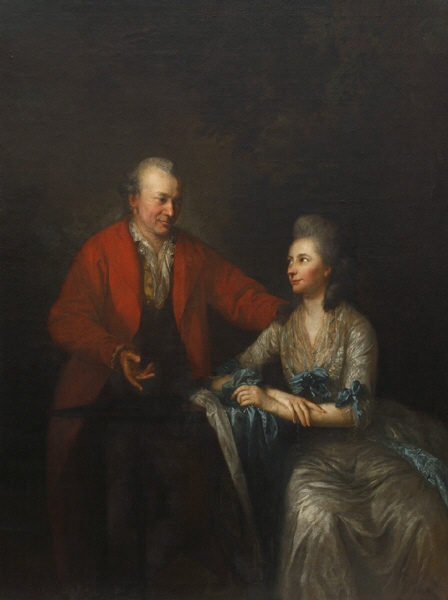
Carl Christoph von Hoffmann und seine zweite Ehefrau Friederike von Hoffmann, geb. Alburg verw. Lüder, porträtiert von Anton Graff (um 1780)

Carl Christoph Hoffmann, ab 1786 von Hoffmann, (* 6. August 1735 in Powitzko, Niederschlesien; † 9. Januar 1801 in Berlin) war ein preußischer Geheimrat und Kanzler der Halleschen Universität.

## Leben

### Herkunft
Carl Christoph war der Sohn des Wirtschaftshauptmanns der Gräflich Hatzfeldischen Güter der Herrschaft Trachenberg, Georg Christoph Hoffmann (* 29. Mai 1695; † 25. Oktober 1764) und dessen Ehefrau Dorothea Johanne von Behnisch (* 6. Februar 1712; † 13. September 1765).

### Beruflicher Werdegang
Er wurde von Privatlehrern unterrichtet und schon früh in die landwirtschaftlichen Geschäfte eingeführt. Er besuchte die Schule in Schweidnitz und studierte ab 1752 an der Universität in Halle Kameralwissenschaften. Zu seinen Studienfreunden in Halle gehörte unter anderem Karl Abraham von Zedlitz, der spätere preußische Justiz- und Kultusminister.
1755, nach Beendigung seines Studiums, reiste er durch Europa und verbrachte einige Monate in Italien. Erst 1761 kehrte er in seine Heimat zurück und wurde königlich preußischer Beamter des Domänenamtes Liegnitz. Durch die Wirren des Siebenjährigen Krieges verlief seine Arbeit sehr unglücklich. Kurz nach Abschluss des Friedens von Hubertusburg 1763 erhielt er durch den Minister Ernst Wilhelm von Schlabrendorf eine neue Anstellung als Kammerrat bei Prinz Heinrich von Preußen, dem Bruder von Friedrich II., der ihn 1772 auch zum Kammerdirektor ernannte.
Mit dem Regierungsantritt von König Friedrich Wilhelm II. wurde Hoffmann am 6. September 1786 zum Geheimrat und Kanzler der Universität in Halle ernannt. Am 2. Juni 1787 wurde er vom preußischen Minister Zedlitz, seinem ehemaligen Studienkameraden in Halle, in das Amt eingeführt. Bereits am 24. Oktober 1786 wurden Carl Christoph sowie seine Brüder Balthasar Sigismund (1740–1811) und Friedrich Gottlob (1744–1808) per Diplom in den Adelsstand des Königreiches Preußen erhoben.
Unter seiner Kanzlerschaft wurde der Hortus medicus, der Botanische Garten der Universität, den er auch als ökonomischen Garten verstand, erheblich erweitert. Da Geld für Grundstücksankäufe nicht zur Verfügung stand, wurde auf dem höchsten Punkt des Geländes die Sternwarte Halle erbaut. Als Architekten gewann er, durch Vermittlung von Minister Zedlitz, Carl Gotthard Langhans, den Erbauer des Brandenburger Tores in Berlin. Die Sternwarte gilt als das älteste von der Universität Halle errichtete Bauwerk und ist ein wichtiges Zeugnis klassizistischer Architektur in Halle. Außerdem gelang der Ankauf eines Naturalienkabinettes, einer Sammlung von Johann Friedrich Gottlieb Goldhagen, die zunächst in der Neuen Residenz untergebracht wurde. Nachdem er wegen zunehmender Krankheiten um seinen Abschied gebeten hatte, wurde ihm dieser mit ehrenvollen Ausdrücken durch ein Kabinettschreiben vom 31. Dezember 1790 gewährt; zum 1. Januar 1791 schied er aus seinem Amt aus.
Carl Christoph von Hoffmann verstarb am 9. Januar 1801 im Alter von 65 Jahren in Berlin während einer ärztlichen Behandlung. Nach seinem 1792 aufgesetzten Testament bestimmte er, von einem Teil seines Vermögens eine Freischule für arme Kinder zu gründen. Hoffmann war von 1786 bis 1793 Ehrenmitglied der Preußischen Akademie der Künste zu Berlin.

### Ehen
Carl Christoph von Hoffmann heiratete 1772 in Halle Therese Auguste, die Witwe des verstorbenen Kriegsrates Lüder, Generalpächter des königlichen Domänenamtes Giebichenstein. Sie erbte außerdem die reichen Güter Dieskau und Lochau von ihrem Vater. Bereits ein Jahr später verstarb seine Frau, ihr Sohn aus erster Ehe erhielt testamentarisch das Gut Lochau, Carl Christoph erhielt Dieskau. Schon ein Jahr später heiratete er Friederike Auguste, die Schwester seiner verstorbenen Frau. Beide Ehen blieben ohne Kinder. Das umfangreiche Erbe fiel testamentarisch an eine Pfarrerstochter aus Eilsdorf.